# Turócbalázsfalva
Turócbalázsfalva (szlovákul Blažovce) község Szlovákiában, a Zsolnai kerületben, a Stubnyafürdői járásban. Bodófalva tartozik hozzá.

## Fekvése
Turócszentmártontól 22 km-re délre fekszik.

## Története
1343-ban „Mezeuhaz” alakban említik először, amikor területe prónai nemesek birtoka volt. Nevét egykori birtokosáról: Szerafil Balázsról kapta. 1505-ben „Mezewhaza aliter Blazsoucz”, 1598-ban „Blasocz”, „Blasowcz”, 1736-ban „Blaschótz Slauis Blazowcze”, 1773-ban „Blazowcze” alakban szerepel a korabeli forrásokban. Története során több nemesi család birtoka volt. 1785-ben 15 házában 94 lakos élt.
A 18. század végén Vályi András így ír róla: „BLASOTZ. Blasovce. Tót falu Túrotz Vármegyében, birtokosai külömbféle Urak, lakosai katolikusok, fekszik Mosótz, és Várallya között, közel Túrotz vizéhez. Határja középszerű, vagyonnyai sem utolsók, második Osztálybéli.”
1828-ban 17 háza és 114 lakosa volt, akik főként mezőgazdasággal foglalkoztak.
Fényes Elek 1851-ben kiadott geográfiai szótárában így ír a faluról: „Blasocz vagy Balásfalva, tót falu, Thurócz vármegyében, a Csernakov patakja mellett. Számlál 56 kath., 58 evangelikus lak. Termékeny föld; jó legelő; vizimalom. – F. u. többen. Ut. postája Th.-Zsámbokrét.”
A trianoni diktátumig Turóc vármegye Stubnyafürdői járásához tartozott.
1952-ben csatolták hozzá Bodófalvát.

### Vahotfalva
A hozzá tartozó Vahotfalvát 1392-ben „Vahotfolua”, „Vahofolua” néven említik először. 1504-ben „Wachotwycz” néven írják. 1663-ban az itteni nemesi kúria leégett. 1715-ben a falu csaknem puszta volt. 1773-ban „Vahotfalva”, „Wachotowicze” néven szerepel. 1785-ben 1 háza és 11 lakosa volt.
A 18. század végén Vályi András így ír róla: „VACHOTFALVA. Tót falu Túrócz Várm. földes Urai több Urak, lakosai evangelikusok, fekszik Mucsányvize mellett.”
1828-ban 1 házában 13 lakos élt.
Fényes Elek 1851-ben kiadott geográfiai szótárában így ír a faluról: „Vachotfalva (Vachrovtcze), Thurócz m. nemesi puszta, 5 kath., 8 evang. lak. F. u. Vachot család. Ut. p. Rudnó.”
A település ma már nem létezik.

## Népessége
| Év:            | 1994. | 2004.   | 2014.   | 2024.   |
| -------------- | ----- | ------- | ------- | ------- |
| Emberek száma: | 162   | 166     | 163     | 165     |
| Eltérés:       |       | +2,46 % | -1,80 % | +1,22 % |

| Év:            | 2023. | 2024.   |
| -------------- | ----- | ------- |
| Emberek száma: | 164   | 165     |
| Eltérés:       |       | +0,60 % |

1910-ben 96, túlnyomórészt szlovák lakosa volt.
2001-ben 162 lakosából 159 szlovák volt.
2011-ben 163 lakosából 161 szlovák.

## Nevezetességei
- Eredetileg barokk kúriája a 18. század első felében épült, a 19. század első felében átépítették.
- Klasszicista kúriája a 19. század első felében épült.
- Fa haranglába 19. századi.

## Külső hivatkozások
- E-obce.sk Archiválva 2010. január 17-i dátummal a Wayback Machine-ben
- Községinfó
- Turócbalázsfalva Szlovákia térképén

## Lásd még
- Bodófalva